# Bombový útok v Istanbulu (leden 2016)
12. ledna 2016 dopoledne došlo k bombovému útoku v turistickém centru Istanbulu. K mohutné explozi došlo poblíž náměstí Sultanahmet v blízkosti Modré mešity a chrámu Boží moudrosti. Mezi 10 oběťmi bylo 9 Němců. Mezi zraněnými byli taktéž Němci, Nor, Peruánec a Jihokorejec.
Turecká policie zadržela v souvislosti s útokem v Istanbulu devět lidí napojených na Islámský stát, včetně tři občanů Ruska, kteří jsou podle turecké tiskové agentury Anadolu podezřelí z poskytování logistické podpory teroristické organizaci. Při policejní razii v Antalyi a Izmiru byly zajištěny zbraně, dokumenty a kompaktní disky. Podle tureckých úřadů byl sebevražedným atentátníkem 28letý Syřan Nabil Fadli narozený v Saúdské Arábii.

## Reakce
Teroristický útok odsoudil český premiér Bohuslav Sobotka, jako projev terorismu v jeho nejsurovější podobě. Vyjádření vydal ještě téhož dne, kdy došlo k útoku.